# Adaptaciones de organismos abisales
A partir de la Segunda Guerra Mundial con el desarrollo de nuevas tecnologías, como la ecosonda de registro, fue posible conocer de manera más detallada el fondo oceánico, y con el paso del tiempo el conocimiento en torno a sus características ha aumentado. Se sabe que su topografía incluye cadenas montañosas volcánicas que forman las grandes dorsales o elevaciones, alcanzando miles de kilómetros de largo, con decenas de kilómetros de ancho y crestas que se levantan de dos a tres kilómetros por encima de las planicies abisales. Además de fallas, fosas marginales, arcos insulares, trincheras, cañones submarinos, montañas, islas y piso abisal, ambiente sobre el cual se centra este apartado.

## Características generales

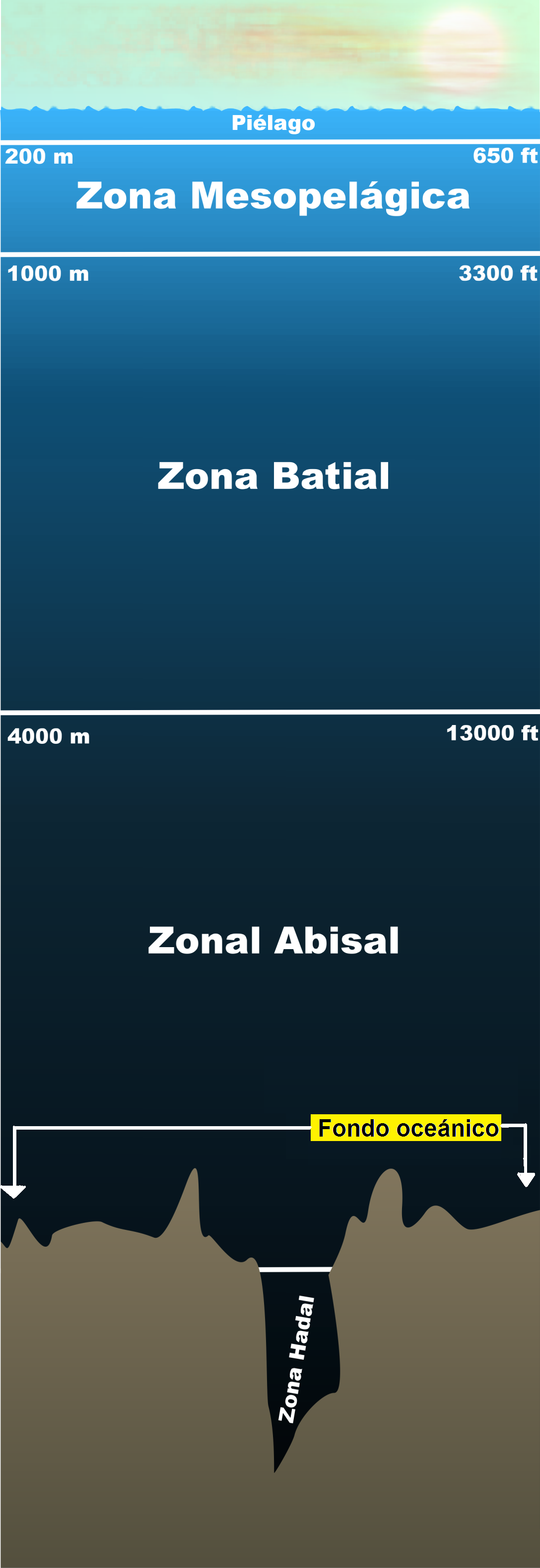
Zonas del océano

Para comprender la ubicación de este ambiente, tenemos en primer lugar a la superficie continental, seguida de la plataforma continental y del talud continental, el cual tiene su límite en el borde continental que es la zona de transición hacia el ambiente abisal. Se considera que este último abarca a partir de los 2000 m de profundidad, donde la luz solar ya no incide y las temperaturas son menores a 5 °C, además las presiones creadas por el agua superpuesta abarcan un rango de 300 a 600 atmósferas en el fondo marino abisal y más de 1000 atm en las trincheras más profundas, otro aspecto importante es que en esta zona escasean los nutrientes.
Debido a que en esta zona no llega la luz solar, los organismos que ahí habitan son exclusivamente animales y bacterias, ya que los organismos vegetales no podrían habitar ahí debido a que no podrían captar luz para realizar la fotosíntesis. Respecto a la fauna presente, podemos encontrar a muchas especies que han desarrollado los mecanismos necesarios para sobrevivir en estas condiciones tan particulares. Para ello, su estructura proteica, la composición de la membrana celular, las tasas metabólicas y los mecanismos de flotabilidad deben estar bien adaptados.

## Metabolismo
Ya que la energía luminosa no llega a la zona abisal debido a que se localiza a una gran profundidad, en esta zona se carece de la producción primaria de alimento mediante fotosíntesis, sin esta producción primaria, la cual apoya el resto de la cadena alimenticia, la mayoría de las comunidades debajo de la zona fótica dependen de la materia orgánica que se produce en las capas superiores del océano, parte de la cual se hunde al fondo, a esta materia orgánica se le denomina detritos.
Debido a esto, los organismos abisales han tenido que desarrollar diversas adaptaciones, por ejemplo, la mayoría de los peces que viven a grandes profundidades presentan un gran desarrollo de la boca para tener una manera más fácil de capturar los alimentos. Además, los peces que habitan en esta zona, poseen enzimas musculares menos eficientes y en menor concentración, lo que se traduce en una tasa metabólica reducida, lo que puede relacionarse con la conducta de depredación que consiste en la flotación y espera.

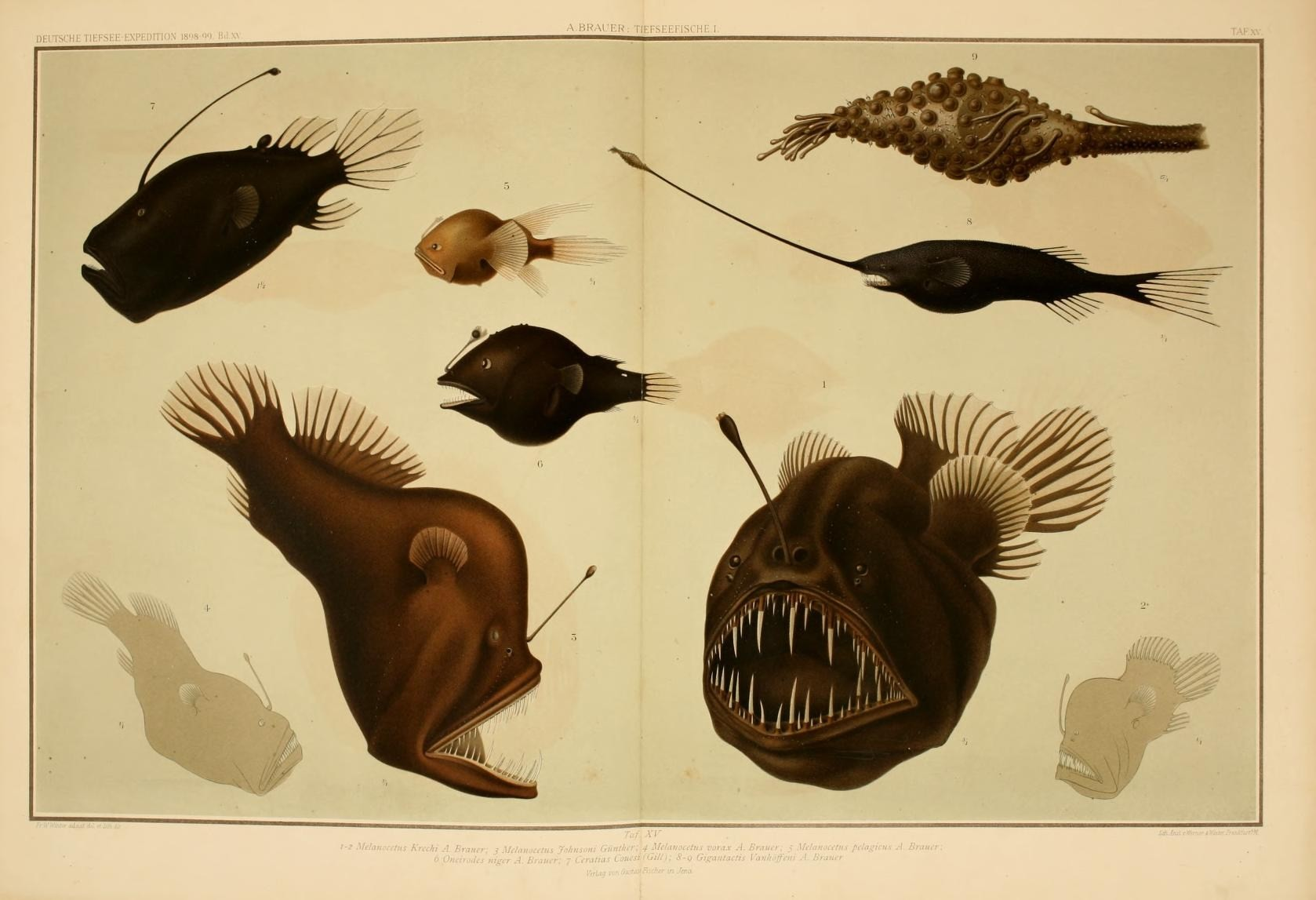
Ejemplos de fauna abisal

Estudios de laboratorio han confirmado que las tasas metabólicas de las bacterias de aguas profundas son más bajas a presiones normalmente experimentadas en el fondo marino que a las presiones superficiales del mar. Menos clara es la respuesta de organismos multicelulares a altas presiones. Varios estudios han sugerido que las reducciones inducidas por la presión en las tasas metabólicas pueden conducir a la disminución de las tasas de reproducción, y el aumento de la vida en aguas profundas, culminando en ejemplos ocasionales de gigantismo. Otros estudios recientes han encontrado que la disminución profunda de las tasas metabólicas de los crustáceos puede explicarse como ajustes metabólicos a la disminución de la temperatura con el aumento de la profundidad y no a un efecto de profundidad o presión separados.

## Bajas concentraciones de O2
Estos organismos también dependen de la superficie no solo por la comida, sino también por el oxígeno. El oxígeno entra al océano de dos formas: por intercambio gaseoso con la atmósfera y como un subproducto de la fotosíntesis. Para los organismos, los gases más importantes en el océano son el oxígeno (O2), dióxido de carbono (CO2) y nitrógeno (N2); estos tres se encuentran en la atmósfera y se disuelven en el agua del mar, en la superficie del océano, aunque a veces ocurre lo contrario y la superficie del océano libera gases a la atmósfera; esto se conoce como intercambio gaseoso entre la atmósfera y el océano. 
A diferencia de los sólidos, los gases se disuelven mejor en frío que en caliente, por lo que las concentraciones de gas disuelto son mayores en ambientes polares que en aguas tropicales. El oxígeno gaseoso no es muy soluble, y, además, la cantidad de éste es afectada directamente por los organismos que realizan fotosíntesis y respiración. La mayor parte del oxígeno producido por fotosíntesis en el océano es liberada a la atmósfera. 
El dióxido de carbono es mucho más soluble que el oxígeno porque reacciona químicamente cuando se disuelve, como resultado el CO2 representa más del 80% del gas disuelto en el océano. Una vez que un volumen de agua deja la superficie y desciende a profundidades mayores, no hay manera de que pueda ganar oxígeno, una vez más debido a que en el fondo no hay suficiente luz para que se lleve a cabo la fotosíntesis, dando como resultado, el agotamiento de O2 en el agua.Esto ocurre en una capa bien definida alrededor de los 500 m de profundidad, en una zona conocida como la zona de mínimo oxígeno, en esta zona, la concentración de O2 puede reducirse a prácticamente nada. Bajo esta zona, existe muy poco alimento, y, por lo tanto, muy poca respiración y descomposición, por lo que el O2 no se utiliza rápidamente.
A pesar de dichas condiciones, en esta zona habitan animales como peces, krill y camarones, los cuales presentan diversas adaptaciones tanto morfológicas, como branquias bien desarrolladas que les ayudan a extraer la poca cantidad de O2 presente, como adaptaciones metabólicas, pues tienden a ser muy inactivos, reduciendo así su consumo de oxígeno. Además, algunos tienen adaptaciones bioquímicas complejas, como una mayor cantidad de hemoglobina en su sangre, que funciona bien a bajas concentraciones de O2. Esto resulta una ventaja adaptativa que reduce la disociación prematura del oxígeno y la pérdida de difusión del oxígeno en la sangre, además, asegura que todos los músculos y órganos reciban el oxígeno necesario para mantener su actividad.

## Modificación de la membrana celular
Las membranas celulares son afectadas debido a las altas presiones a las que son sometidas (de 200 a 600 atm en esta zona). La alta presión reduce la fluidez de ésta ya que los lípidos son más compresibles que el agua, por lo que para compensarlo, se ha observado que los organismos abisales incorporan lípidos de menor densidad para evitar daño en las membranas celulares, lo que se define como adaptación homeoviscosa. De igual manera, las membranas mitocondriales en los hígados de peces abisales han mostrado que la proporción de ácidos grasos saturados-insaturado disminuye cuando se incrementa la presión, lo que sugiere una adaptación similar.
Este efecto es similar al provocado por la temperatura fría, de hecho, el efecto sobre la fluidez de la membrana a tales profundidades a 4 °C es equivalente al de -20 °C a presión atmosférica. Por lo que no es sorprendente que las membranas mitocondriales y celulares de los peces de aguas profundas muestren un mayor contenido de ácidos grasos insaturados para reducir su fluidez, al igual que los animales adaptados al frío y aclimatados en frío. Tales cambios se han mostrado muy importantes para la función de las proteínas unidas a la membrana.

## Bioluminiscencia

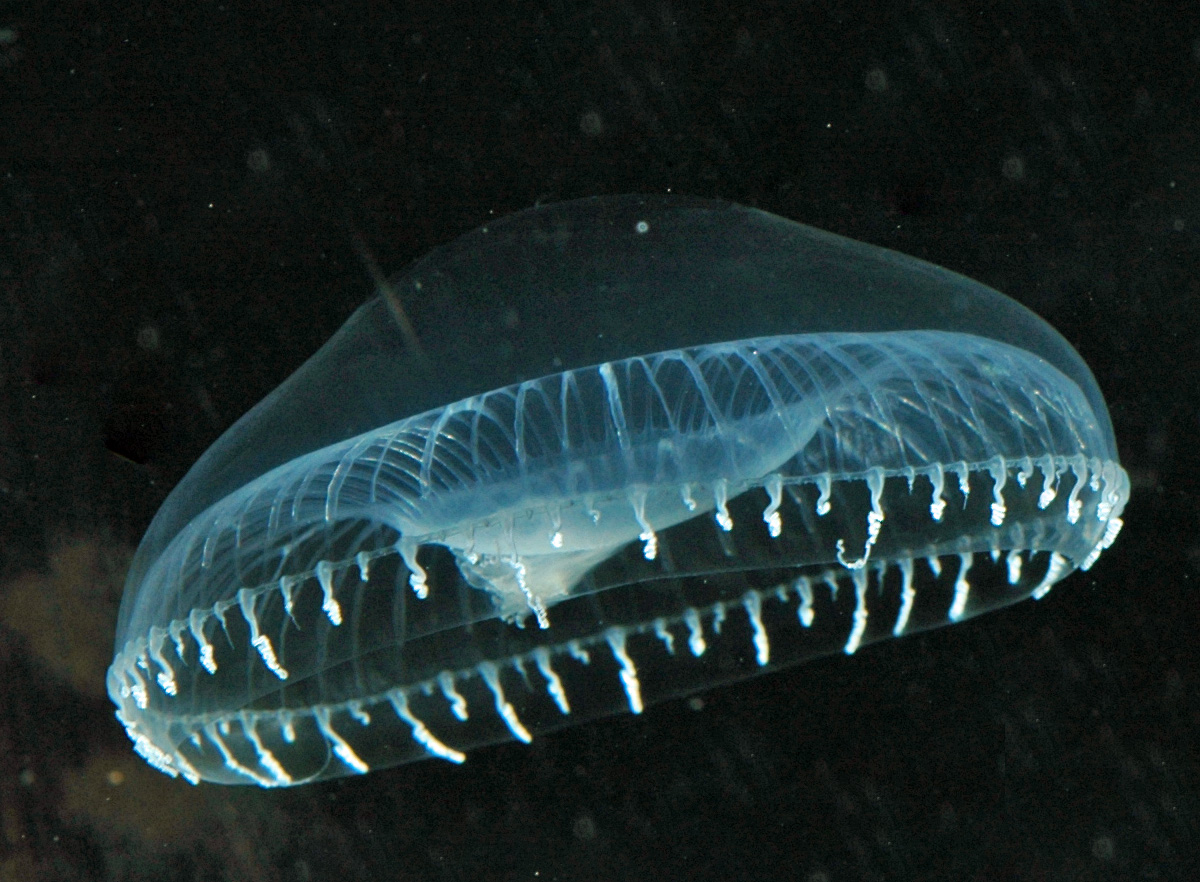
Ejemplo de bioluminiscencia en la medusa Aequorea victoria

A partir de la zona afótica, la cual comienza a los 200 m y se extiende hasta los 4000 m de profundidad, la única luz que existe ahí es producida por ciertos organismos, gracias a un fenómeno denominado bioluminiscencia.
Es considerado que el 90% de todos los animales del fondo marino la poseen, tomando en cuenta la región donde producen la luz y su forma, pueden dividirse en tres categorías: organismos que producen la bioluminiscencia difusa, la bioluminiscencia localizada, o con órganos especializados.
Los que producen bioluminiscencia difusa usualmente organismos vegetales o animales unicelulares, como las “fotobacterias”, que se asocian muchas veces con otros organismos marinos como con los crustáceos anfípodos llamados comúnmente pulgas de mar.
Los organismos que presentan bioluminiscencia localizada sólo la presentan en ciertas partes del cuerpo. Aquí destacan organismos como los ctenóforos, protocordados, y estrellas de mar. Los primeros producen la luz en sus órganos locomotores; los segundos tienen puntos de bioluminiscencia a lo largo de su cuerpo y los terceros se encuentran a grandes profundidades y la bioluminiscencia es de carácter intermitente.
Los organismos que poseen órganos especializados para la producción de luz incluyen peces, moluscos y crustáceos. Dichos órganos productores se localizan usualmente en la superficie ventral y en la cabeza, funcionan por acción motora del sistema nerviosa y generalmente de forma voluntaria, como en el caso de los calamares abisales
La reacción general de este proceso es una reacción de descarboxilación oxidativa. El oxígeno reacciona con sustancias llamadas luciferinas, produciendo energía en forma de luz, esto es catalizado por enzimas luciferasas, y en el proceso, las luciferinas se oxigenan para formar oxiluciferinas. Dependiendo del organismo, se requiere de una enzima luciferasa específica que catalice dicha reacción, por lo cual los colores de la luz producida variarán dependiendo del tipo de luciferasa implicado.
La siguiente, es la reacción general de la bioluminiscencia:
{\displaystyle {\ce {Luciferina + O2 + ATP ->[luciferasa] Oxiluciferasa + CO2 + AMP + PP_i \;+}}{\text{ Energía luminosa}}}

## Otras adaptaciones

Estructura del TMAO.

La mayoría de los peces abisales son pequeños, tienen cuerpos suaves y huesos pequeños. Además de una boca grande tienden a tener dientes largos y estómagos estirables.
La alta presión del agua interfiere con los procesos críticos de las proteínas. Los peces marinos profundos y algunos invertebrados tienen altas concentraciones de óxido de trimetilamina (TMAO). Este compuesto desempeña la función de mantener el equilibrio hídrico adecuado en sus tejidos, aunado a que estabiliza las proteínas. Puede funcionar evitando que las moléculas de agua queden atrapadas en altas densidades alrededor de las moléculas cargadas, lo cual impediría un correcto funcionamiento de las proteínas.
Algunos animales poseen ojos muy grandes para obtener cualquier cantidad de luz posible, por mínima que sea. Los colores que pueden llegar a tener van del rojo, negro o transparente.